# إسبينيو
إسبينيو (بالبرتغالية: Espinho‏) هي مدينة من مدن البرتغال. يبلغ عدد سكانها 32,786 نسمة وذلك حسب إحصائيات سنة 2011. تبلغ مساحتها 21.06 كم². وهي من أصغر البلديات في البرتغال.

## أعلام
- فيليبي غونسالفيس
- فيتور بيريرا
- إيفان سانتوس
- فرناندو كوتو
- جواو أموريم
- أنطونيو جيسوس بيريرا

## وصلات خارجية
- الموقع الرسمي